# Cret Bizovački
Cret Bizovački (1900-ig Čret, 1910 és 1991 között Čret Bizovački) falu Horvátországban, Eszék-Baranya megyében.

## Fekvése
Eszéktől légvonalban 20, közúton 23 km-re nyugatra, községközpontjától 4 km-re délnyugatra, a Szlavóniai-síkságon, az Eszéket Nekcsével összekötő főút mentén fekszik. Áthalad rajta az Eszéket Zágrábbal összekötő vasútvonal.

## Története
A falu nyugati utolsó házától mintegy 1 km-re északra az erdőben egy enyhe magaslaton tégla- és habarcstörmeléket találtak. A maradványokat egy középkori templom és a körülötte fekvő temető maradványaival azonosították. A középkori források alapján valahova erre a vidékre helyezik az egykori Verőfény mezővárosát, melynek első írásos említése 1312-ben történt „Verofyn” alakban, mezővárosként pedig 1454-ben „Opidum Werefen” néven említik. A Kórógyiak, majd a vingárti Gerébek birtoka volt. 1507-ben még mezővárosnak nevezik. Az 1550 körül készített török defter Prisunce néven már csak 2 családot írt itt össze, a második defter készítésének idejére 1579 tájára végleg pusztává vált. Csánki Dezső a mai Crettől délre, a mai Habjanovci környékére helyezi. Pontos helyét eddig még nem sikerült meghatározni.
A mai település a 19. század végén jött létre a „Cret” nevű erdőben a valpói uradalom területén. Neve a szerbhorvát „čret” (erdőben fekvő mocsaras hely) főnévből származik. Első lakói erdőőrök voltak. 1890-ben 6, 1910-ben 4 lakosa volt. Verőce vármegye Eszéki járásához tartozott. Az 1910-es népszámlálás adatai szerint lakosságának 75%-a horvát, 25%-a szlovén anyanyelvű volt. A település az első világháború után az új szerb-horvát-szlovén állam, majd később (1929-ben) Jugoszlávia része lett. A második világháború után a horvát Zagorjéből érkezett ide jelentős számú katolikus népesség a jobb megélhetés reményében. A mai lakosság döntően az ő leszármazottaikból áll. 1991-ben lakosságának 93%-a horvát nemzetiségű volt. A településnek 2011-ben 604 lakosa volt. 

## Lakossága
| Lakosság változása | Lakosság változása | Lakosság változása | Lakosság változása | Lakosság változása | Lakosság változása | Lakosság változása | Lakosság változása | Lakosság változása | Lakosság változása | Lakosság változása | Lakosság változása | Lakosság változása | Lakosság változása | Lakosság változása | Lakosság változása |
| ------------------ | ------------------ | ------------------ | ------------------ | ------------------ | ------------------ | ------------------ | ------------------ | ------------------ | ------------------ | ------------------ | ------------------ | ------------------ | ------------------ | ------------------ | ------------------ |
| 1857               | 1869               | 1880               | 1890               | 1900               | 1910               | 1921               | 1931               | 1948               | 1953               | 1961               | 1971               | 1981               | 1991               | 2001               | 2011               |
| 0                  | 0                  | 0                  | 6                  | 6                  | 4                  | 12                 | 10                 | 366                | 489                | 678                | 611                | 667                | 716                | 646                | 604                |

## Nevezetességei
Páduai Szent Antal tiszteletére szentelt római katolikus temploma 1970-ben épült, a bizovaci plébánia filiája.

## Kultúra
A KUD „Cret” kulturális és művészeti egyesületet 2008-ban alapították. Az egyesület minden év májusában megrendezi a „Kad svib procvjeta u šumama Creta” folklórfesztivált. 

## Oktatás
A településen a bizovaci Bratoljub Klaić általános iskola területi iskolája működik.

## Sport
Az NK Hajdin Cret labdarúgócsapata a megyei 3. ligában szerepel. 1962-ben alapították.

## Egyesületek
- A DVD Cret önkéntes tűzoltó egyesületet 1968-ban alapították.
- „Cret” lovasklub.